# 尼基弗鲁斯一世
尼基弗鲁斯一世（Nikephoros I，750年—811年7月26日），东罗马帝国皇帝（802年10月31日——811年7月26日在位），綽號“財務帳房”（the Logothete），原为伊琳娜女皇任命的财政大臣，战死于与保加利亞帝國首领克鲁姆作战的普利斯卡战役中。战死之后，他的头骨被克鲁姆当做酒器并以银来加工，用来饮酒。死後由斯陶拉基奧斯繼位。
802年10月，以財政大臣（logothetēs tou genikou）尼基弗魯斯為首的官員廢黜了伊琳娜。尼基弗魯斯和他的支持者謊稱宦官埃提奧斯正強迫伊琳娜女皇將皇位讓給其弟利奧，而政變的反對者則希望擁立尼基弗魯斯為皇帝。宮廷衛隊聽後反而支持尼基弗魯斯這邊，包圍了皇宮。第二天，伊琳娜被帶走並被禁衛軍軟禁在君士坦丁堡大皇宮內然後被流放。他們這樣做既是為了伊琳娜的財政寬鬆和仁慈的稅收政策，也是為了與法蘭克人聯姻的潛在影響。10月31日，君士坦丁堡牧首塔拉西奧斯在聖索菲亞大教堂加冕尼基弗魯斯為「尼基弗魯斯一世」。

## 轶事
由於曾擔任財政大臣，因此他也因為力行一些財政政策而出名。根據《拜占庭的智慧》一書記載，傳說在他在位期間有個燭商成了暴發戶。於是尼基弗魯斯一世把他召來，叫他摸著自己的額頭，問他究竟有多少金幣，他回答說有900鎊（相當於有4萬8千600個金幣）。皇帝命令他在一個小時內全部帶來。接著皇帝就說：「請和我共餐，然後你可以拿回100個金幣。夠了嗎？」
本条目包含来自公有领域出版物的文本: Chisholm, Hugh (编).  (第11版). London: Cambridge University Press. 1911.
1. ↑  Brubaker & Haldon 2011，第293–294頁.
2. ↑  Auzépy 2008，第278頁.